# West Pensacola, Florida
West Pensacola är en ort (CDP) i Escambia County, i delstaten Florida, USA. Enligt United States Census Bureau har orten en folkmängd på 21 339 invånare (2010) och en landarea på 18,6 km².